# Alden (månekrater)
Alden er et nedslagskrater på Månen, som ligger på den sydlige halvkugle på Månens bagside og er opkaldt efter den amerikanske astronom Harold Alden (1890-1964).
Navnet blev officielt tildelt af den Internationale Astronomiske Union (IAU) i 1970. 

## Omgivelser
Aldenkrateret ligger mellem Hilbertkrateret mod nord-nordvest og Milnekrateret mod syd-sydøst. Mod syd-sydvest ligger Scaligerkrateret. 

## Karakteristika
Krateret har en lav rand, som mod nord og nordøst er dækket af kraterne "Alden C" og det mindre "Alden E". Randen er nedslidt og eroderet, særlig langs den sydlige kant. Kraterbunden er noget irregulær og hullet. Det lille krater "Alden V" ligger lige inden for den nordlige rand og er forbundet med "Alden C" mod øst.

## Satellitkratere
De kratere, som kaldes satellitter, er små kratere beliggende i eller nær hovedkrateret. Deres dannelse er sædvanligvis sket uafhængigt af dette, men de får samme navn som hovedkrateret med tilføjelse af et stort bogstav. På kort over Månen er det en konvention at identificere dem ved at placere dette bogstav på den side af satellitkraterets midte, som ligger nærmest hovedkrateret. Aldenkrateret har følgende satellitkratere:
| Alden | Bredde  | Længde   | Diameter |
| ----- | ------- | -------- | -------- |
| B     | 20,5° S | 112,6° Ø | 17 km    |
| C     | 22,5° S | 111,4° Ø | 50 km    |
| E     | 23,2° S | 112,4° Ø | 28 km    |
| V     | 22,5° S | 110,1° Ø | 19 km    |

## Måneatlas
- Billeder af Aldenkrateret i LPI-måneatlasset